# Золоті сережки
«Золоті сережки» (англ. Golden Earrings) — американська пригодницька мелодрама 1947 року режисера Мітчелла Лейзена з Марлен Дітріх в головній ролі.

## Сюжет
1945 рік. Ральф Деністоун (Рей Мілланд) — відважний полковник британської армії. Під час війни його відсилають до Німеччини з секретним завданням. Йому потрібно вивідати формулу отруйного газу у нацистського професора. Під час виконання операції полковник Деністоун і його напарник Річард Буард (Брюс Лестер) потрапляють в полон. Але їм вдається успішно вирватися з полону, після чого вони поділяються, щоб уникнути переслідування. В гущавині лісу Ральф зустрічає самотню циганку Лідію (Марлен Дітріх), яка допомагає йому втекти від переслідувань, запропонувавши переодягнутися циганом.

## У ролях
- Марлен Дітріх
- Рей Мілланд